# ロボット三等兵
『ロボット三等兵』（ロボットさんとうへい）は、前谷惟光による日本の漫画作品。第二次世界大戦中の日本陸軍を舞台に、架空の軍人として入隊したロボットが巻き起こす騒動を描いたコメディ漫画である。

## 概要・あらすじ
主人公であるロボットは、ほぼ同時期に描かれた鉄腕アトムの主人公アトムなどとは異なり、まるでブリキ人形のようなオンボロロボットである。人間より格下の「三等兵」という階級を与えられたロボットは、愚痴をこぼしながらも任務を果たそうと奮闘するが、しばしばそのドジさが災いして失敗し、上官にどやされてしまう。
尚、トッピ博士がロボットを制作した目的、軍隊への入隊、三等兵になった経緯は、最初の寿書房版、少年クラブ版、ろまん書房版とそれぞれ違った形で描かれている。
その作風はチャップリン映画を思わせるドタバタ喜劇であるが、作者の体験した戦場という極限状況をドライに描き、その笑いの中には戦争・軍隊生活の不条理さへの批判が内包されている。ただし『少年クラブ』版ではその批判性は薄められている。また特に後半からは、北支戦線、ノモンハン、真珠湾、シンガポール、ミッドウェー、ガダルカナル、果ては独ソ戦など、第二次大戦における実際の戦場をロボットは転戦し、その中では馬占山、東条英機、アドルフ・ヒトラーなど実在の人物がカリカチュア化されて登場する。例えばインパール編では、無駄口司令官による無謀な作戦で前線のロボットたちが飢えに苦しむ一方、後方の将軍たちが遊びほうけるさまをギャグとして描いている。

## 連載・出版
貸本単行本として寿書房から1955年（昭和30年）から1957年（昭和32年）にかけて全11巻が出版され、その後『少年クラブ』（講談社）にて1958年（昭和33年）6月号から1962年（昭和37年）12月号（この号で休刊）まで連載された。その後、1965年（昭和40年）にろまん書房から、1968年（昭和43年）にはそれを基にした虫コミックス全5巻が発売された。
1995年（平成7年）にはアース出版局から貸本版が全3巻、2007年（平成19年）にはマンガショップから同じく貸本版が全3巻でそれぞれ再編集されて復刻されている。
Webで電子版も発行されている。

## 主な登場キャラクター
前谷作品では、同じキャラクターが役割を変えて様々な作品に出演しており、ロボット、トッピ博士、ごくらくコンビなどは同作者の他の作品でも活躍している。
基本的に、貸本版でのキャラクター設定に基づき説明する。
ロボット
トッピ博士によって造られたヒューマノイドロボット。陸軍に入隊するが、二等兵よりさらに下の「三等兵」に任ぜられてしまい、軍服も与えられなかったため、星無しの赤無地の階級章 を胸にぶら下げている。軍人らしからぬマイペースで食いしん坊、かなりドジで間が抜けた性格で、上官の無理難題にはボヤキが絶えない。世界各地を転戦し、時には上等兵、果てはドイツ軍元帥にまで昇進するが、大体失敗して三等兵に逆戻りしてしまう。ロボットということで危険な任務に従事させられてしまい、幾度も命の危機にさらされるが、それでも（本人の意志ではないにせよ）前線で戦い続ける健気なロボット。人間と同じように食事をとることが可能。ゼンマイや真空管などの部品から構成されており、時計やラジオの部品などを転用することも可能。人間と同様、マラリアを発病することもある。月給は戦地手当込で8円50銭（少年倶楽部版では8円80銭）。
トッピ博士
町の科学者で、ロボットの製作者。出征するロボットに千人針とお守りを用意するなど、文字通りロボットの親代わりである。
荒俣宏は、モデルは前谷の実父で科学ジャーナリストの原田三夫だと推測している。
雷連隊長
ロボット三等兵の所属する連隊（雷連隊）を率いる大佐。大きな鎌髭（カイゼル髭）がトレードマーク。部下には精神論を説き無茶を強要しながらも自分には甘いという、旧陸軍をカリカチュア化したかのような人物。特にロボットには辛く当たり、死地に送るような理不尽な任務を与えることもしばしばである が、同時にロボットが巻き起こすドタバタの一番の被害者でもある。
飛車角軍曹
ロボットの直属の班長を勤める軍曹。鼻下のちょび髭が特徴。当初は銃剣を下げていたが、後に、軍刀（日本刀）をぶら下げるようになる。
細野弱吉二等兵
ロボットの同期の軍人。二等兵。甲種合格者。同期だが、二等兵であるためロボットよりは立場は上。
ごくらくコンビ
米兵、英兵などとしてしばしば登場。ロボットとは幾度も戦場で遭遇し、滑稽な駆け引きを繰り広げる。